# Wilhelm Tappert
Wilhelm Tappert, född den 19 februari 1830 nära Bunzlau i provinsen Schlesien, död den 27 oktober 1907 i Berlin, var en tysk musikskriftställare. 
Tappert var först skollärare, studerade från 1856 musik för Kullak och Dehn samt bosatte sig 1866 i Berlin som pianolärare och musikskriftställare. I den senare egenskapen förenade han lärdom – i synnerhet i de gamla "tabulaturerna" – med en originell och blixtrande spetsig stil. 1876-1880 redigerade han Allgemeine Deutsche Musikzeitung.
Som kritiker övertygad wagnerian, utgav han ett kuriöst Wagnerlexikon (1877; ny utvidgad upplaga 1903), innehållande alla möjliga grovheter, som skrivits mot Wagner av dennes motståndare. 
Högt värde äger hans Musikalische Studien (1868), särskilt uppsatsen Wandernde Melodien (2:a tillökade upplagan 1890), där han visar, att någon så kallad melodisk originalitet strängt taget inte existerar. 
Broschyren Das Verbot der Quintenparallelen (1869) utgör, blott genom sin egenskap av rikhaltig samling av exempel på brott mot kvintförbudet, en dräpande kritik över detta föråldrade lagbud. 
Han skrev även Musik und musikalische erziehung (1866) och Richard Wagner (1883), utgav "Sang und klang aus alter zeit"
(1906; ett hundratal kompositioner till luta) samt komponerade sånger och pianostycken.